# Дома 1068 км
Дома 1068 км — починок в Малопургинском районе Удмуртской республики.

## География
Находится в южной части Удмуртии на расстоянии приблизительно 14 км на запад по прямой от районного центра села Малая Пурга у железнодорожной линии Казань-Агрыз напротив села Уром.

## История
Известен с 1955 года как Казарма 1068 км. Входил до 2021 года в состав Уромского сельского поселения.

## Население
Постоянных жителей было: 25 человек (1893 год), 58 (1905), 109 (1924), 28 в 2002 году (удмурты 96 %), 25 в 2012.